# トヨタ・2000GT
2000GT（にせんジーティー）は、トヨタ自動車工業（現トヨタ自動車）とヤマハ発動機が共同開発したスポーツカーである。ヤマハ発動機に生産委託され、1967年から1970年までトヨタブランドで販売された。型式は「MF10」と「MF10L」。

## 概要
トヨタのイメージリーダーを担う車種として、国際的に通用するスポーツカーを目指し開発された。DOHCエンジン、5段フルシンクロメッシュ・トランスミッション、4輪ディスクブレーキ、ラック・アンド・ピニオン式ステアリング、リトラクタブル・ヘッドライトは、トヨタではこの車から本格採用された。これらは1980年代以降、量産乗用車において珍しくない装備となっているが、1960年代中期においてこれらをすべて装備した本車は、当時としては最上級の高性能車であった。
これらの先進的装備と生産台数の少なさから「国産車初のスーパーカー」と呼ばれることがあり、生産終了から半世紀以上が経過した現在も旧車の中では抜群の知名度を誇っている。中古車市場では多くの場合プレミア価格が付いて高額で取引され、新車時に日本国外に輸出された2000GTを日本に逆輸入する例もある。2013年にはクラシックカーを専門に取り扱うRM_auctions社が行うオークションで、日本車としては最高値である115万5,000ドル（約1億1,800万円）で落札された。
また廉価版として、2,300 ccのSOHCエンジンを搭載したモデル（後述）が北米市場向けに計画されたが、諸事情により9台が製造されたのみで市販には至らず、発表されている生産台数の中には含まれていない（型式は「MF12L」）。

## 開発までの経緯

### トヨタ側の事情
1960年代前半の日本におけるモータリゼーション勃興期、トヨタにとって最大の競合メーカーである日産自動車はフェアレディ、また四輪車メーカーとしては新興の本田技研工業はSシリーズをそれぞれ市場に送り出し、いずれも軽快なオープンボディのスポーツカーとして日本国内外で人気を集めた。これらのスポーツカーは、レースなどでもメーカーの技術力をアピールし、メーカーのイメージアップに大きく貢献する存在だった。
一方のトヨタは、日産自動車と並んで日本を代表する最大手自動車メーカーでありながら、1960年代前半にはスポーツカーを生産していなかった。社外の企業である久野自動車により、クラウンのシャシを利用して浜素紀のデザインした個性的な4座オープンボディを架装したスペシャルティカーの試作などは行われていたが、そのシャシやエンジンなどはスポーツカーと呼ぶには非常に未熟なもので世に出ることはなく、自社のイメージリーダーとなるようなスポーツモデルが存在していなかった。
トヨタのスポーツカーには、1962年から大衆車パブリカのコンポーネンツを用いて系列会社の関東自動車工業（関東自工）が試作を進めていた「パブリカ・スポーツ」があり、1962年以降の原型デザイン公開を経て、「スポーツ800」の名で1965年から市販された。しかし同車種は1,000 cc未満のミニスポーツカーであり、2,000 cc超の乗用車を生産する自動車メーカーであるトヨタのイメージリーダーとしては力不足であった。このため、輸出市場やレースフィールドで通用する性能を持った、より大型の本格的なスポーツカー開発が考えられるようになった。
当初トヨタはスポーツ800と同じく、関東自工に生産委託する予定でこの計画をスタートした。1964年5月頃から開発体制の構築が進められ、プロジェクトリーダーの河野二郎、デザイン担当の野崎喩、エンジン担当の高木英匡、シャシと全体レイアウト担当の山崎進一、河野のアシスタント兼運転手の細谷四方洋、実務担当の松田栄三の6名が招集された。開発コードは「280A」と名付けられ、同年9月から基礎研究、11月にはシャシやスタイリングの基本設計が順調に進められた。280Aは美しいスタイリングに6気筒DOHCエンジン、4輪ディスクブレーキなどの当時の先進メカニズムを盛り込んだグランドツーリングカーとして構想され、12月上旬には早くも強度計算まで完了した設計図が完成した。

### ヤマハ発動機側の事情

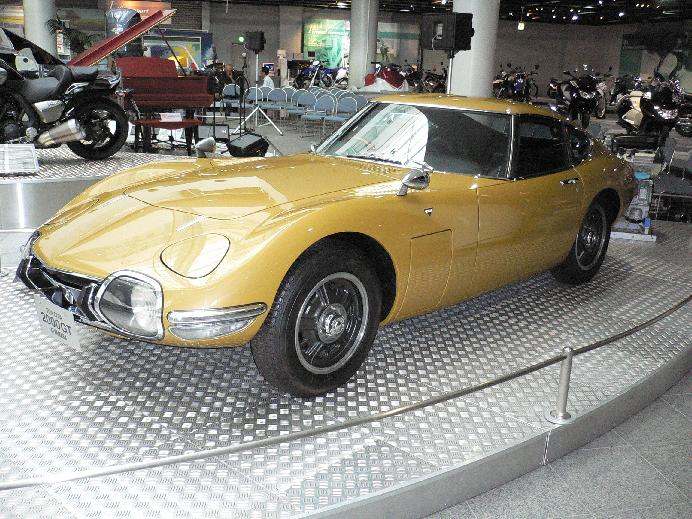
ヤマハ本社にて展示されている2000GT、3台しか生産されなかったゴールド塗装車のうちの1台。シャシー番号10132

ヤマハ発動機では1959年に『ヤマハ技術研究所』を設立した。その中で安川力を主任とする研究室が四輪車の試作を行っており、世界初の全アルミ製エンジンを製作するなど意欲的にスポーツカー開発に挑戦した。しかし、開発に莫大な金を費やしたにもかかわらず四輪車の発売には至らず、さらに当時発売していたスクーターのクレーム対応に追われるなどヤマハの経営難も重なり、1962年に技術研究所と安川研究室は解散させられた。
しかし、ヤマハの川上源一社長はなんとか安川たちの熱意に応えるべく、銀行を仲介して日産自動車との提携による四輪開発に持ち込んだ。こうして日産主導の下に、再び安川研究室は初代日産・シルビアの原型ともいえるコンセプトカー「ダットサン クーペ1500」や、高性能スポーツカー『A550X』に携わったが、日産側の事情により1964年（昭和39年）半ばに頓挫した。

### 共同開発
トヨタは280Aのような前例のない高性能スポーツカーを、関東自工で生産できなさそうなことに悩みを抱えていた。ヤマハの川上源一はA550X開発中止に困っており、トヨタ自動車専務の豊田英二に相談したところ、ここに両社のニーズが合致した。
1964年（昭和39年）12月28日にトヨタ側の開発メンバーがヤマハに赴き、技術提携を結んだ。このときA550X試作車を視察しているが、前述の通り2000GTのシャーシの基本設計は各種計算含めすでに完成しており、具体的な影響は結果として見られない。
翌1965年（昭和40年）1月より、前述のトヨタ側の開発陣がヤマハ発動機に出張しながら、ヤマハの安川研究室の十数名とともに2000GTの開発プロジェクトを推進していった。開発プロジェクトは順調に進み、同年4月末に最終設計図が完成。計画開始からわずか11か月後の8月に試作車の第1号車が完成し、トヨタに送られた。
2000GTの高性能エンジンや良質な内装には、ヤマハ発動機のエンジン開発技術や日本楽器の木工技術が大いに役立てられている。ヤマハ発動機は戦時中に航空機用の可変ピッチプロペラの装置を製造していた技術および設備を活用するため、1950年代中期からモーターサイクル業界に参入して成功、高性能エンジン開発では10年近い技術蓄積を重ねていた。また1950年代後半以降のモーターサイクル業界では、四輪車に先駆けてSOHCおよびDOHCを採用した高効率なエンジンの導入や研究が進んでいた。このような素地から、ヤマハはトヨタ・クラウン用のM型直列6気筒エンジンにDOHCヘッドを備えたエンジンを製作することができた。またヤマハ発動機は楽器メーカー（日本楽器製造）から分立した企業で、楽器の材料となる良質木材の扱いに長けていたことを活かし、インパネとステアリング・ホイール（ともに前期型はウォールナット、後期型はローズウッド製）の材料供給および加工まで担当した。
一方、それまでのヤマハの四輪自動車製作はYX30を2台試作するに留まっており、1台の自動車としてまとめ上げるノウハウはトヨタが引き受けた。またクラッチ、トランスミッション、ディファレンシャルギア、ドライブシャフトなどの駆動系に関してもトヨタ側が設計、供給している。わずかな期間で1台のスポーツカーに仕立て上げられたのは、トヨタとヤマハの協力がスムーズに進んだためとされる。
最終的な製品化を担当したのはトヨタの三田部力（主査付）や松田栄三。

#### 「開発をヤマハに丸投げ」説について
2000GTはその成立過程での2社共同開発体制という特異性に加え、生産についてもヤマハおよびその系列企業に委託されたこともあり、「果たしてトヨタが開発した自動車と捉えるべきか」という疑問が、愛好者、評論家の一部によって呈されている。自動車関係の書籍や雑誌では古くから、さらに近年では個人によるブログ上などでも「トヨタは2000GTの自力開発ができず、ヤマハが開発、生産したスポーツカーを買い取っていたに過ぎない」「金だけ出してトヨタのバッジをつけた」「これは実際には『ヤマハ2000GT』というべきものである」とする辛辣な評、また、「日産・2000GTの試作車はトヨタ・2000GTの原型」と断じる極端な説までもがごく一部で流布されている。
しかし実際には前述の通り、ヤマハとの技術提携が結ばれる4か月前からトヨタは開発に着手している。またヤマハ発動機側は2000GTの開発についての公式な言及を、ホームページ上において「トヨタ2000GTの全体レイアウト計画やデザイン、基本設計などはトヨタ側でなされ、ヤマハは同社の指導のもとで主にエンジンの高性能化と車体、シャシーの細部設計を担当した」としており、「開発丸投げ」というのは当たらない。当時のトヨタは既に自動車メーカーとして30年近くに渡ってノウハウを蓄積している一方、ヤマハは前述の通り4輪に関しては試作車2台に留まっていると見られる。
また「エンジンはヤマハ製」というのも正確ではなく、トヨタ・クラウン用のM型直列6気筒4ストロークSOHCエンジンをベースに、ヤマハが生産したDOHCヘッドを装備したものになっている。これは後年のR型・2T型・G型・3S型など多数のDOHCエンジンにも採用された手法である。当時ヤマハはオートバイ・船外機含め4ストロークエンジンを生産した経験はやはりYX30の4気筒1600ccエンジンだけだったと見られる。
逆に「ヤマハは2輪車メーカーであり4輪車の量産をしたことがなく、しかも2ストロークがメインで4ストロークの経験が少なかったので、2000GTを開発できる技術力がないはず。2000GTはトヨタが主体になって開発製造したに違いない」という意見もあるが、ヤマハ側の責任者である安川力は「2000GTはトヨタが企画し、基本的な図面はトヨタからもらい、全体のレイアウトにヤマハの考えは入っていない。でもその先の開発では、ヤマハ側の経験や技術も盛り込まれている。ヤマハがYX-30を試作し、日産との仕事も経験してきた経緯が底流にある」、「新しい事業を成功させる要因は、経験や技術的な積み重ねよりも、夢や情熱。極端に言うと、新しいものの開発には、むしろ経験や積み重ねがないほうがいい。2輪メーカーなのに4輪が作れるかとか、2ストロークと4ストロークは違うとか、そんなことはまったく問題にならない」と語っている。実際、ヤマハは本来は楽器メーカーでありながら、わずか１年ほどの短期間で初の2輪車（ヤマハ・YA-1）の開発と市販車の量産を行っている。
トヨタの高木英匡は「もしもヤマハが名乗り出てくれなかったら、2000GTは実現が難しかっただろう。4輪車を造り慣れている企業（トヨタのグループ企業など）だったら、こんな特殊な車（の開発や製造）は無理、と断られたかも知れない。ヤマハはいい意味で4輪に関し白紙だったから、喜んで受けてくれたのかも知れない。ヤマハはスポーツカー（日産2000GT）のために優秀な人材を集めていただろうから技術的なポテンシャルも高かったと思う」と述べている。
2000GTのレース仕様やトヨタ・7の開発や製作などに当たったヤマハの田中俊二は「ヤマハ（発動機）はトヨタに比べ歴史が浅くトヨタに教えを求めるところが多かった。一方、トヨタは一般的な量産車の開発製造にたけているが、DOHCの高性能車はヤマハにも経験があった。トヨタもヤマハもいろいろなことを共に学んだといえるのではないか。未知の領域へのチャレンジだったから」と述べている。トヨタの高木英匡は「田中さんのおっしゃるとおりでしょうね」と述べている。
細谷四方洋は「ヤマハの協力がなかったら2000GTは誕生しなかったでしょう」とヤマハの技術力を高く評価している。
またヤマハはトヨタ（顧客）から業務を委託された側であり、トヨタ・モータースポーツクラブ（TMSC）会長を務めた多賀弘明は「2000GT関係者の会に出席するヤマハ関係者は、トヨタの手前、どこか遠慮がちにも感じる」と述べている。

## 生産・販売

### 生産
市販車の本格生産は、ヤマハ発動機に委託された。ただし高品質を維持するため、ワイパーのきしみや水漏れのようなものはトヨタ側の基準で厳しくチェックされた。
鈑金・溶接・車体組立・エンジン組立・塗装の工程は、ヤマハ発動機が静岡県磐田市に新設した3号館工場で手作業によって行われ、FRPパーツ類は新居工場（浜名郡新居町）が製造し、内装パネル関係は日本楽器製造（現・ヤマハ株式会社、当時は親会社）、ボディのプレス関係は1950年代にバイクメーカーとして活躍し、ヤマハの傘下に入った北川自動車工業（後のヤマハ車体工業、1993年4月にヤマハ発動機に吸収合併）の他、（株）畔柳板金工業所（現・畔柳工業）といった、トヨタ系試作プレスメーカーも担当した。
製造を担当したヤマハの安川力は「2000GTの前面ガラスは3次曲面でボディとほぼツライチ。それが実現できたのは、板金職人が手作業で合わせながら作っているから。プレスで大量生産したボディパネルでは細部が絶対に合わない。その結果2000GTは一台ずつ細部が違い、補修部品をポン付けできない」と語っている。
クラッチはクラウンの流用で、トヨタ系列企業であるアイシンが供給。トランスミッションも同じくアイシンの供給だが、これがアイシン史上初の乗用車向けトランスミッションとなっている。

### 発売価格
当時の2000GTの価格は238万円で、トヨタ自動車の高級車であるクラウンが2台、大衆車のカローラが6台買える程に高価であった。1967年（昭和42年）当時の日本における大卒者の初任給がおおむね2万6,000円前後であったから、21世紀初頭の日本においては1,500万円から2,000万円程度の感覚にも相当する、一般の人々にとっては高嶺の花の超高額車であった。
それでも生産に手間がかかり過ぎてコスト面で引き合わない価格設定であり、この事から常に赤字計上での販売であった。トヨタ自動車にとっては「高価な広告費」とも言うべきものであった。

### マイナーチェンジ

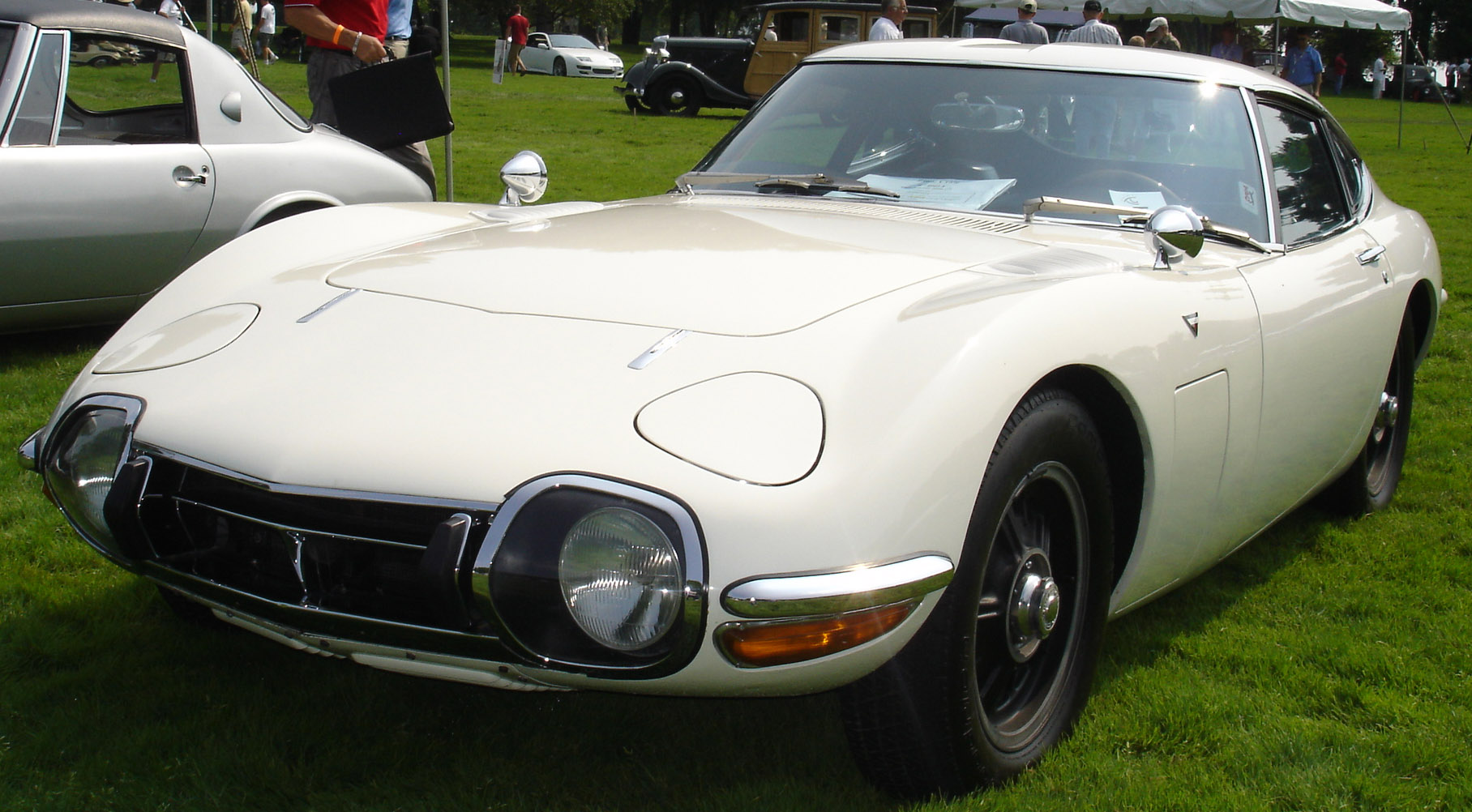
前期型（輸出仕様・MF10L）

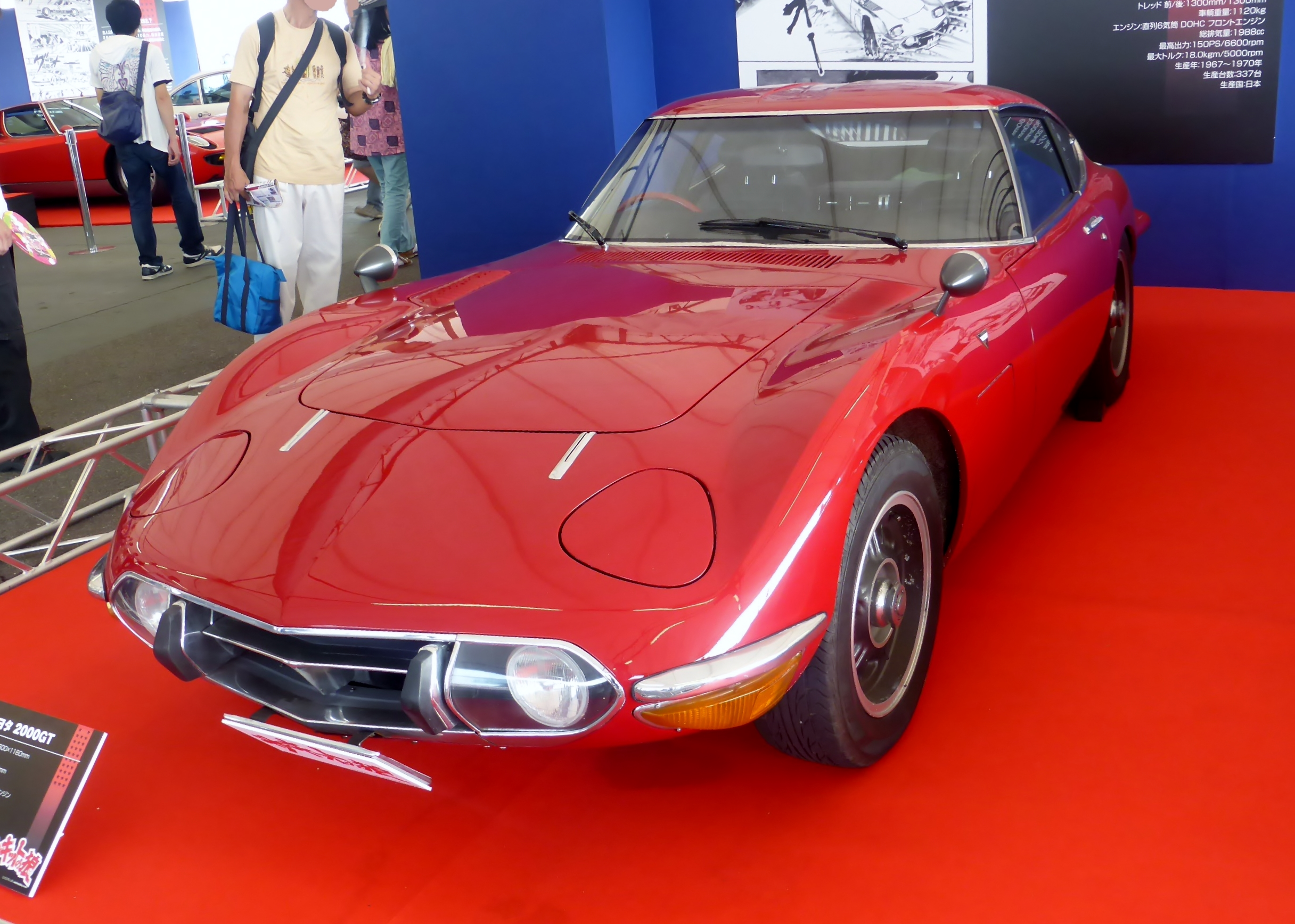
後期型（MF10）

市販開始から2年後の1969年8月に、マイナーチェンジが行われた。 デザインはGKインダストリアルデザイン研究所の小林平治。これにより前期型（1967年5月から1969年7月生産）と、後期型（1969年8月から1970年10月生産）に大別される。主な変更点は次の通り。
- フォグランプとフォグランプリムが共に小型化され、グリルと直線的に一体化。
- フロントウインカーレンズの形状および大型化。
- リアサイドリフレクターの形状および大型化。
- オイルクーラーの冷却用ルーバーパネルが凸型から凹型に。
- インストルメントパネルの意匠変更。
- ステアリングホイールのホーンボタンの形状変更および大型化。
- ヘッドレストの追加装備。
- ドアインナーハンドルの形状変更。
- クーラーの追加装備。
- トヨグライド（3AT）搭載モデルの追加。

前期型生産途中でフロントウインカーレンズ色が白色から橙色に変更されている。

### 2,300 ccエンジン搭載車

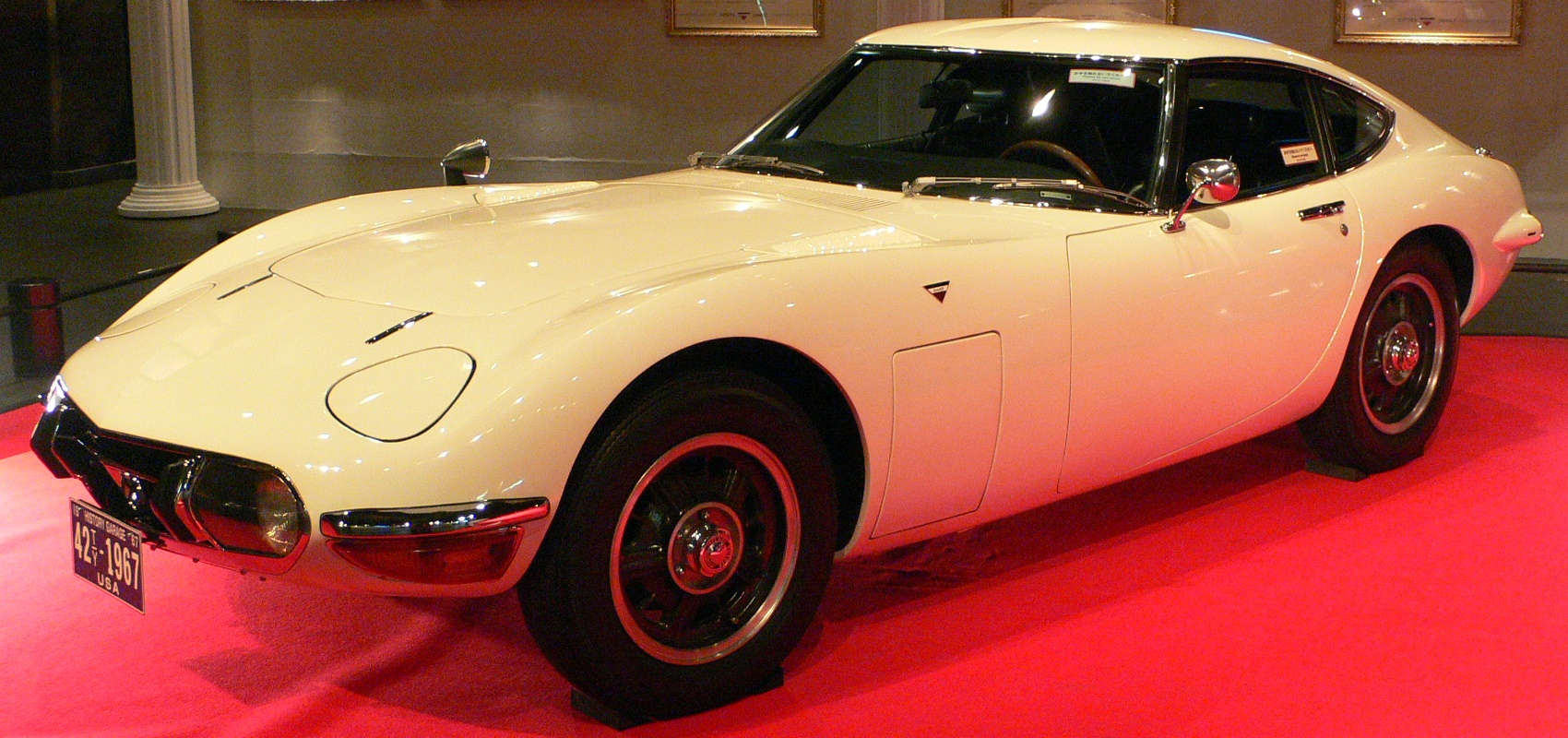
2300エンジン搭載車・MF12L

直列6気筒SOHC 2,253 ccエンジンを搭載したモデルも試作されているが市販に至らなかったため、正式通称名は発表されておらず不明である。市販された2,000 ccモデルと区別するため、雑誌やマニアなどが2300GTと称しているが正式名ではない。
現在トヨタ自動車で保有し展示されている（後述）車輌がTOYOTA2000GT輸出仕様となっていることや取り付けられているエンブレムが2000GTとなっていることなどから、2000GTという名の2,300 ccモデル、つまり「2000GT」としてDOHC2,000 ccとSOHC2,300 ccの2つのモデルでの併売を計画していたとも考えられる。
エンジンは当時北米向輸出仕様のクラウンに搭載されていた2M型を基本にソレックスツインチョークキャブレターを3連装した2M-B型エンジンを搭載している。型式はMF12Lで、諸説あるがMF12L-100001からMF12L-100009までの計9台の車台番号の物が試作されたとされており、このうちMF12L-100002はトヨタ自動車で保有し東京都江東区のMEGAWEB（メガウェブ）ヒストリーガレージに展示されている、またMF12L-100006はToyota USA Automobile Museum（トヨタUSA自動車博物館は現在閉館中）に所蔵されている。この開発は、ヤマハ発動機がトヨタ自動車に対して提案する形で進められ、生産された全ての車両が左ハンドル仕様で、アメリカ市場向けの廉価版として本格生産も考えられたようであるが、結局市販には至らなかった。

### 生産台数
赤字生産が続き、イメージリーダーカーとして充分な役割を果たしたとの判断から、1970年で生産は終了した。1967年5月から1970年8月までの3年3か月で試作車を含め、337台が生産された。
| 種類           | 前期型 | 後期型 | 合計  |
| -------------- | ------ | ------ | ----- |
| 日本向け       | 110台  | 108台  | 218台 |
| 日本国外向け   |        |        | 102台 |
| 特殊用途車     | 12台   | 2台    | 14台  |
| 試作・テスト用 |        |        | 2台   |
| 不明           |        |        | 1台   |

2,300 ccエンジン搭載車は（2M-B型・2,253 cc）9台試作されたが、生産台数の337台には含まれていない。ほかに、リトラクタブル・ヘッドライトが固定式ライトに変更されたモデルも試作されたが、市販されなかったため台数には含まれていない。

## 諸元
軽量化のために専用デザインの鋳造マグネシウム製ホイールを用いたことも異例である。

### ボディ
当時のスポーツカーデザインの基本に則って、長いボンネットと短い客室部を低い車高に抑えつつ、全体に流麗な曲線で構成されたデザインは、先行して開発されていたジャガー・Eタイプ（1961年）などの影響を指摘されることもあるが、当時の日本の5ナンバー規格の枠内でコンパクトにまとめられながら、その制約を感じさせない美しいデザインとして評価が高い。ヘッドライトを高さ確保のため小型のリトラクタブルタイプとし、固定式フォグランプをグリルと併せて設置したフロント・ノーズの処理も独特の魅力があった。
このデザインはトヨタ自動車のデザイナーであった野崎喩を中心にデザインされたことが21世紀に入ってから明らかにされ、晩年の野崎本人によってスケッチやデザイン過程についての談話も公表されている。野崎は2000GTのデザイン以前の1963年に、デザインを学ぶためアメリカのアートセンター・スクールへ留学した経験があり、その当時のスケッチが2000GTのモチーフになったという。
ただし特に日本国外では（ヤマハ発動機が日産自動車とのスポーツカー共同開発を目論んだ経緯から）、それ以前にシルビア（初代）のデザインを監修したとされるドイツ系アメリカ人デザイナー、アルブレヒト・フォン・ゲルツが、2000GTのデザインも手がけたという説が、広く流布している。しかしゲルツ本人は晩年の1996年8月、日本の自動車雑誌『ノスタルジックヒーロー』誌によるアメリカでのインタビュー（1997年 同誌61号に掲載）で、トヨタ・2000GTへの自身の直接関与を否定している。
ゲルツ・デザイン説の正確な出所は不明だが、日産A550X開発時にゲルツと日産がアドバイザー関係であったこと、および、A550Xもトヨタ・2000GTもリトラクタブルライトのファストバック・クーペという類似性を持ち、後者が前者の改良デザインとも見なせることが風説の原因と見られる。前述の「ヤマハへの開発丸投げ・買い取り」評の存在や、当時のトヨタ自動車に自社で（もしくはさらに広い意味で、「当時の日本人のセンスでは」）このようなデザインを行えるはずがない、という先入観も、ゲルツ・デザイン説が広まる要因となっているようである。
内装はヤマハ製のウッドステアリングとインストルメントパネルをはじめ、回転計などを追加した多眼メーター類や豊富なアクセサリーの装備で、2人の乗員に充分な居住性を確保しながら「高級スポーツカー」らしい演出を図っている。この時代の日本車としては、異例の高級感がある良質な仕上がりであった。ハンドブレーキがダッシュボード下部配置で引き出し・押し込みで操作する「ステッキ型」であることが、特異な点と言える（このタイプのハンドブレーキレバーは、普通の乗用車やトラックではコラムシフトとの併用で前席横3人掛けを可能とする目的で1960年代前後に多用されていたが、2座スポーツカーではあまり例がない）。

#### ボディーカラー
ボディーカラーは、前期型では次の3色である。
- ペガサスホワイト
- ソーラーレッド
- サンダーシルバーメタリック

前期型では特注色として少数台生産された次の3色が、後期型で正式採用され、計6色となった。
- ベラトリックスイエロー
- アトランティスグリーン
- トワイライトターコイズメタリック（ブルーメタリック）

カタログにゴールドモデルはなかったが、特別にゴールドに塗装された車両が3台存在した。前期型2台と後期型1台である。
前期型2台（シャシー番号10130と10132）は1967年第14回東京モーターショー出展用として製作された。1台（10130）は同ショーにてスタンドコンパニオンを演じた人気モデルツイッギーの所有となり、イギリスに渡った。その後、1980年頃に米国トヨタ販売が入手したが、レストア時、レッドに塗り替えてしまった。現在はToyota USA Automobile Museumが所蔵しており、2006年、引火事故による塗装損傷の修復を契機に2000GT研究の第一人者である吉川信の手によりオリジナルのゴールドに復元された。
もう1台（10132）は、同ショーで一目惚れして購入した日本のオーナーが長らく所有していたが、自分亡き後の終の住み処にふさわしい場所としてヤマハ発動機に寄贈された。その後レストアされ、現在は同社コミュニケーションプラザに展示されている。これら2台の塗色はゴールドと称しているがメタリック成分が少ないため、現代の感覚から言えば黄土色と言った方が近い。
後期型1台（10232）はシャシー番号上は前期型に属する（正式な後期型は10401〜）。1969年の第16回東京モーターショー出展用として先行製作され、メタリック感を向上した「アフレアゴールド」にて塗装された。モーターショー出展後の行方は不明である。

### シャーシ・パワーユニット
古典的スポーツカーらしくボディとは別体となるシャーシは、ジャガー・Eタイプやロータス・エランなどでの先行例に倣ったX型バックボーンフレームで、低重心・高剛性を実現した。トヨタはそれ以前にX型バックボーンフレームを、より一般乗用車向けな形態で導入していたゼネラル・モーターズに倣って2代目クラウンに採用してもいた。2000GTのシャーシが短期間で開発できたのは、これらの著名な先行メーカー製品での手法を巧みに取り込んだという一面もある。
なおレース仕様として、後述する第3回日本グランプリ参戦用に軽量化を目的とした総アルミニウム製シャーシ（社内コードネーム「311S」）も数台製造されたが、スプリントレースでは想定した性能が出ず、日本GP後は主に鈴鹿1000km等の耐久レース参戦用シャーシとして使用された。なお311Sは既に全車廃棄されており現存しないという。
サスペンションについては、前後輪ともコイル支持によるダブル・ウィッシュボーンとして操縦性と乗り心地の両立に成功している。また、操縦性に配慮してステアリング機構はラック・アンド・ピニオン式とし、高速域からの制動力確保を企図して日本初の4輪ディスクブレーキ仕様とした。
エンジンは、クラウン用として量産されていた当時最新鋭の直列6気筒7ベアリングSOHCエンジンである「M型」（1,988 cc・105 PS）のブロックを流用し、ヤマハの開発したDOHCヘッドに載せ替えるなどして強化した「3M型」を搭載した。このクラスのエンジンとしては小型軽量であり、前車軸より後方寄りにエンジン搭載する、後年で言う「フロント・ミッドシップ」レイアウトが可能であった。
3M型は、キャブレターを三国工業（現・ミクニ）がライセンス生産したソレックス型3連キャブレターとし、150 PS/6,600 rpm（グロス値）という、当時の日本製乗用車の中でも最強力クラスの性能を得た。これにフル・シンクロメッシュの5速MTを組み合わせた2000GTは、0 - 400 m15.9秒の加速力と、最高速度220km/h（最大巡航速度は205 km/h）を実現、当時の2L・スポーツモデルとしては世界トップレベルに達した。
しかし、ベースが量産型実用エンジンということもあり、ノーマル状態では極限までの高性能は追求せずに、公道用のGTカーとしての実用性をも配慮したチューニングが為されている。このため3M型は、その外見的なスペックの割には低速域から扱いやすいエンジンであったという。

### オープンカー仕様
本車はクーペボディのみであったが、日本を舞台にした映画『007は二度死ぬ』(1967年)には劇用車（ボンドカー）としてオープンカー仕様車が登場している。元々、同映画の監督であるルイス・ギルバートと、本車の開発ドライバーの一人である福澤幸雄がかねてより懇意にしていたことが背景にあり、当初はGMとの契約でシボレー・カマロを使用する予定だったところ、「日本を舞台にした映画なのだから日本車を使うべき」と関係者を説得して2000GTを採用させたのだという。映画の2000GT走行シーンは、福澤の運転によって撮影が行われた。このオープンカー仕様はトヨタ自動車にとって初参加となった1967年3月の第37回ジュネーヴ国際モーターショーにも展示された。
この劇用車は一般販売前に試作車をベースとしてオープン仕様車が撮影用と予備用の2台製作されたもので、撮影車両は後年トヨタ博物館に収蔵されたのに対して、予備車両の行方は一部の者を除いて知る機会がなかったため、その存在について長らく様々な憶測や議論を呼んできた。しかし2011年11月にある自動車雑誌の取材により予備車両が日本国内に存在し、徹底的なレストア作業中であることが報告された。オープン仕様の車両はオリジナルの撮影用（及び予備）車両のほか、米国のコレクターPeter_Nelsonが製作したレプリカがある。こちらには実際の撮影に使用された本物の特殊装備が組み込まれており（保管していた映画製作会社からの提供を受けた）、イギリスのThe_Bond_Museum（閉館）を経て、現在はアメリカのMiami_Auto_Museumに展示されている。なお、ボンドカー仕様の2000GTがオープンカーとなった理由は、ボンドを演じたショーン・コネリーの長身では2000GTのクーペ仕様では狭すぎて乗れないことが判明したためである。また映画で使われた2000GTのフロントウィンドウは正面からカメラ撮影出来るように本来のガラスでは無い取り外し可能なアクリル樹脂板が使われている。
またそれ以外にも、レプリカとしてではなくオーナーの趣味でオープントップやタルガトップに改造された数台の車両があり、茨城県の「サーキットの狼ミュージアム」所蔵のものなどが知られている。他にトヨタ自身の手で改造されたオープンカー（ロードスター）仕様車も存在し、2021年時点では俳優の唐沢寿明が所有していたが、同年にトヨタ博物館に寄贈され、2022年3月末までの期間限定で同博物館エントランスにて展示される。

## レースおよび記録

### 耐久レース
1966年5月の第三回日本グランプリで市販前のプロトタイプがレースデビュー。プロトタイプレーシングカーであるプリンス・R380二台に続く3位表彰台に登った。
グランツーリズモとして開発された2000GTは耐久で強さを発揮し、日本グランプリデビューの2カ月後に初開催された1966年の鈴鹿1000kmレースではワンツーフィニッシュを決め、初優勝を飾った。翌年も鈴鹿500 kmレースで優勝、富士24時間レースではスポーツ800とともにデイトナフィニッシュする大成功を収めている。

### アメリカでのレース参戦
アメリカのレースには、1968年にSCCAクラスCシリーズに参加。レースのマネジメントはキャロル・シェルビーに委託されて参戦したが戦績が芳しくないため、シェルビーはシーズン中に、元レーサーでレーシングモデルの製作にも通じており、シボレー・コルベットの開発チーフでもあったGM幹部のゾーラ・ダントフ（Zora Arkus Duntov 、1910-1996年）に極秘アドバイスを求めた。だがダントフに対する1995年のインタビューによれば、手を尽くしたものの「肝心のエンジンが駄目だった」ため、性能向上の打開策を得られず、成績挽回には至らなかった、という。
|        | 月日     | 結果  |
| ------ | -------- | ----- |
| 第1戦  | 2月25日  | 2/4位 |
| 第2戦  | 3月10日  | 失格  |
| 第3戦  | 3月31日  | 3/4位 |
| 第4戦  | 4月21日  | 1/2位 |
| 第5戦  | 6月24日  | 2位   |
| 第6戦  | 7月7日   | 2/3位 |
| 第7戦  | 7月21日  | 3/5位 |
| 第8戦  | 8月4日   | 3位   |
| 第9戦  | 8月26日  | 失格  |
| 第10戦 | 8月31日  | 1/2位 |
| 第11戦 | 9月9日   | 1/2位 |
| 第12戦 | 9月15日  | 2/5位 |
| 第13戦 | 10月13日 | 2位   |
| 最終戦 | 11月23日 | 4位   |

※最終成績は4位であった。
- ドライバー：デイブ・ジョーダン（23番、シャシーNo.10001）、スクーター・パトリック（33番、シャシーNo.10005）

なおシャシーNo.10006は里帰りし、スピードトライアル車のレプリカとして作り直された。この車両は現在、トヨタ博物館で見ることができる。シャシーNo.10001およびNo.10005は、米国で個人のコレクターが所有している。

### スピード・トライアル

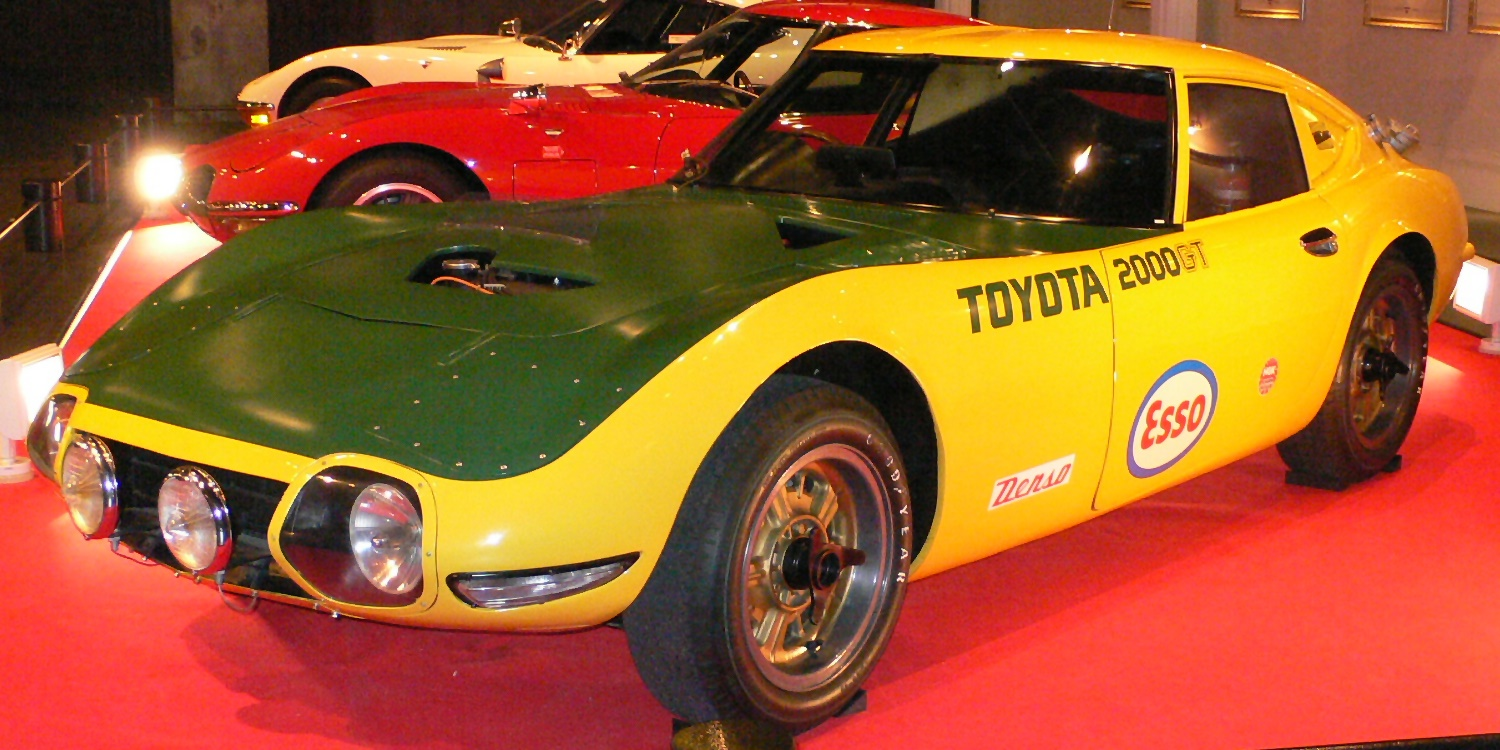
スピードトライアル車両（画像は記録樹立車のレプリカ）。チーム・トヨタの細谷四方洋によれば記録樹立車は行方不明で、現存するのか廃棄されたのかすら分からないという。）

市販前年の1966年10月1日から10月4日には、茨城県筑波郡谷田部町（現・つくば市）の自動車高速試験場（現在の日本自動車研究所）で、プロトタイプが国際記録樹立のためのスピード・トライアルに挑戦した。主催はTMSCで、FIAとJAFが公認。競技長はTMSC会長の多賀弘明。
種目はスポーツ法典Eクラス（排気量1,500-2,000 cc）の6時間、12時間、24時間、48時間、72時間（排気量無制限）、1,000 マイル、2,000 マイル、5,000 マイル、10,000 マイル（排気量無制限）、2,000 km、5,000 km、10,000 km、15,000 km（排気量無制限）の合計13カテゴリー。ドライバーは細谷四方洋/田村三夫/福澤幸雄/津々見友彦/鮒子田寛の5名が担当した。当時はポルシェ、クーパー、トライアンフなど、ヨーロッパのそうそうたる一流メーカーがこれらの記録を保有していた。樹立した記録は次のとおり。なお車両は生産開始に向けたプロトタイプ（280AI型の1号車）で、1966年の日本グランプリで福澤がドライブする予定のクルマであった。トレーニングで炎上してしまい、レースには使用しないままで放っておかれた個体を、タイムトライアル用に仕立て直したものである。
| 種目          | 平均速度    |
| ------------- | ----------- |
| 6時間         | 210.42 km/h |
| 12時間        | 208.79 km/h |
| 24時間        | 206.23 km/h |
| 48時間        | 203.80 km/h |
| 72時間        | 206.02 km/h |
| 1,000 マイル  | 209.65 km/h |
| 2,000 マイル  | 207.48 km/h |
| 5,000 マイル  | 204.36 km/h |
| 10,000 マイル | 206.18 km/h |
| 2,000 km      | 209.45 km/h |
| 5,000 km      | 206.29 km/h |
| 10,000 km     | 203.97 km/h |
| 15,000 km     | 206.04 km/h |

このトライアルは途中で台風に見舞われるなど、非常に過酷なものだった。また長時間に渡りエンジン全開状態が続き、油圧・潤滑周りへの負担が非常に大きくなる想定から、エンジンの潤滑をドライサンプ化しているほか、クラッチの材質変更なども行われている。トヨタはこの記録挑戦を宣伝広告に活用したが、1967年10月19日から10月30日モンツァ・サーキットにおけるポルシェ・911Rによるチャレンジにより大幅に破られている。
ちなみに、このトライアルの模様を撮影した記録映画『世界記録への挑戦 トヨタ2000GTスピードトライアル』（岩波映画）は、1966年度の日本産業映画コンクール（毎日新聞社主催）で大賞を受賞しているほか、2009年に復刻版DVDが発売されている。

## その他
- 発売開始1年前の1966年には、サントリービールのキャンペーン「スコール・クイズ」の1等賞品にもなっていた。ビールのうんちくにまつわるやや難解な30問のマニアックなクイズが出題され、応募総数46万6,259通のうちの全問正解者13万2,745名の中から厳正な抽選が行われた。1等賞品（サントリービール博士賞）のトヨタ2000GTを獲得したのは、新潟県に住む女性であった。
- 印象的かつ魅力的なデザインに収められた丸型テールランプレンズは、実は当時のトヨタのマイクロバス用のパーツを流用したものであった。2000GTに限らず、多くの有名な少量生産スポーツカーには、外装パーツに量産車からの流用品を用いるケースが見られる。
- トヨタ自動車の工場見学に行くと、おみやげとしてもらえるモデルカーは長らく2000GTであった。1999年にプリウスのモデルカーに交代し、以後は歴代プリウスが起用されている。このモデルカーは、車軸が回転できるようになっており、内蔵するバネにより添付のカタパルトから発進させ、走らせて遊ぶことが可能。一般向けの販売はされていない非売品である（トヨタ博物館で2006年12月に開催された特別展「プラモデルとスロットカー」では、一日限定200個が、小中学生向けの体験工作イベント用に無料配布された。工場見学の際にもらえるものはもっともポピュラーな実車の色であるアイボリーだが、このイベントで配布されたものは水色だった）。また、歴代のモデルカーはトヨタのショールームであるトヨタ会館にも展示されており、そこには黄色の2000GTモデルカーや化粧箱、組み立て説明書等も展示されている。トヨタの記録では1970年以降2000GTだったとされており、それ以前のモデルが何であったのかは不明[注釈 17]。
- 当時純正として装着されていた独自デザインの「マグネシウムホイール」は2000GTのアイデンティティの一つとも言えるアイテムであるが、製造から30-40年程経過し、マグネシウムに生じやすい「腐食」が発生して、オリジナルコンディション維持に努めるオーナーを悩ませている事例が多い。これを代替するため、オーナーズクラブからの要望もあり、ある有名ホイールメーカーから同一デザインで材質だけをアルミニウム合金に変更したアルミホイールが限定製作されている。マグネシウムホイールの採用は、テストドライバーの細谷が「ロータス・23やロータス・エランのイメージ」で進言したことが影響しているとされ、細谷自身も後に「一生の不覚とも言える決断」と後悔の念を語っている[16]。
- 愛知県の自動車修理・レストア業者であるロードスターガレージ有限会社が、2000GTのレプリカを製作している。2009年の東京オートサロンではフェアレディZ (S30型)ベースのレプリカを展示した。近年、ユーノス・ロードスターをベースとしたレプリカが完成し[注釈 18]、市販を開始した。また、2014年には同じく愛知県にあるロッキーオートが2000GTの開発関係者らの監修のもとに精巧なレプリカを完成させ、市販することを公表した。[注釈 19]
- トヨタ産業技術記念館にてEVに改造された2000GTが展示されている。

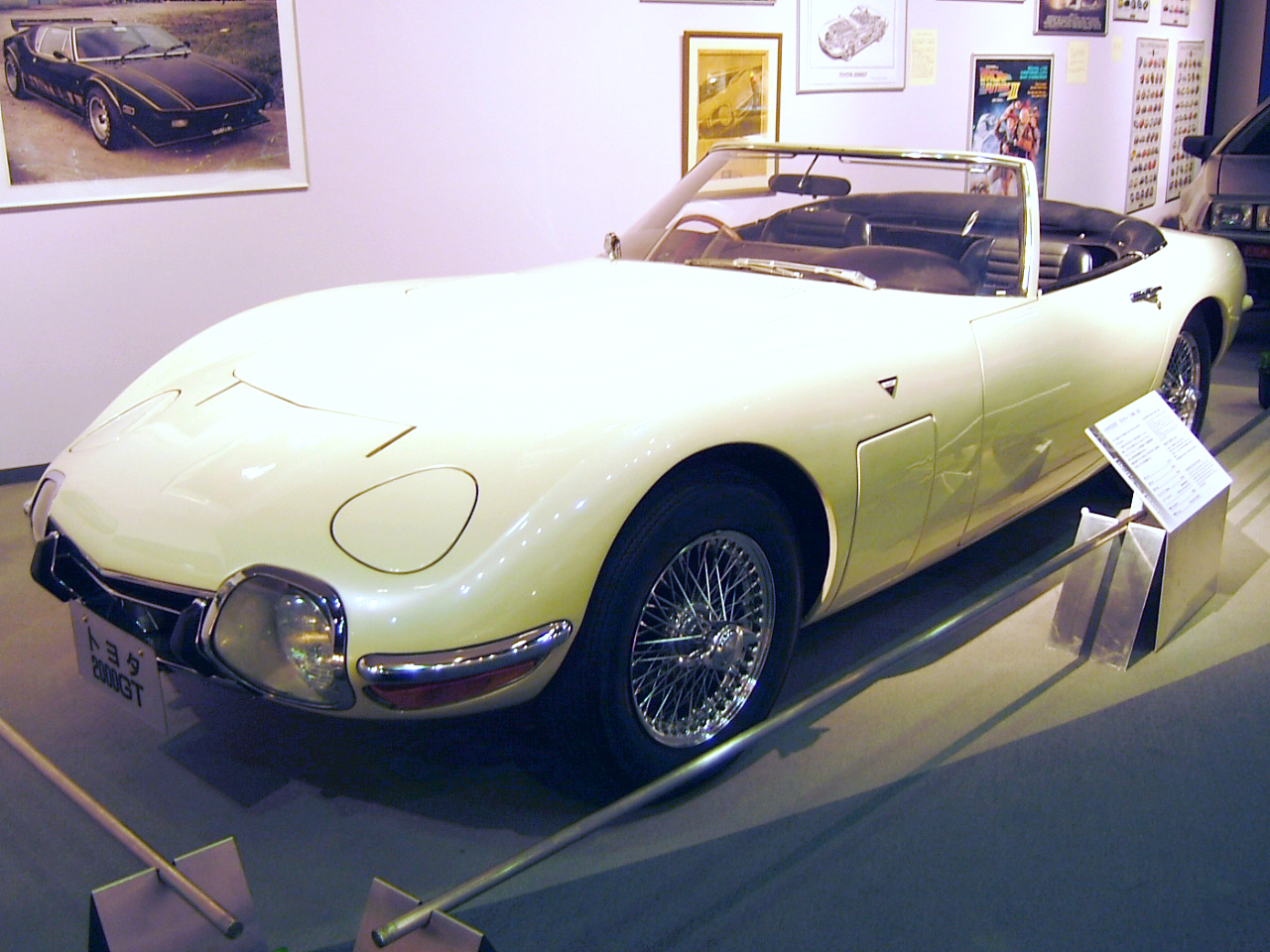
ボンドカー仕様
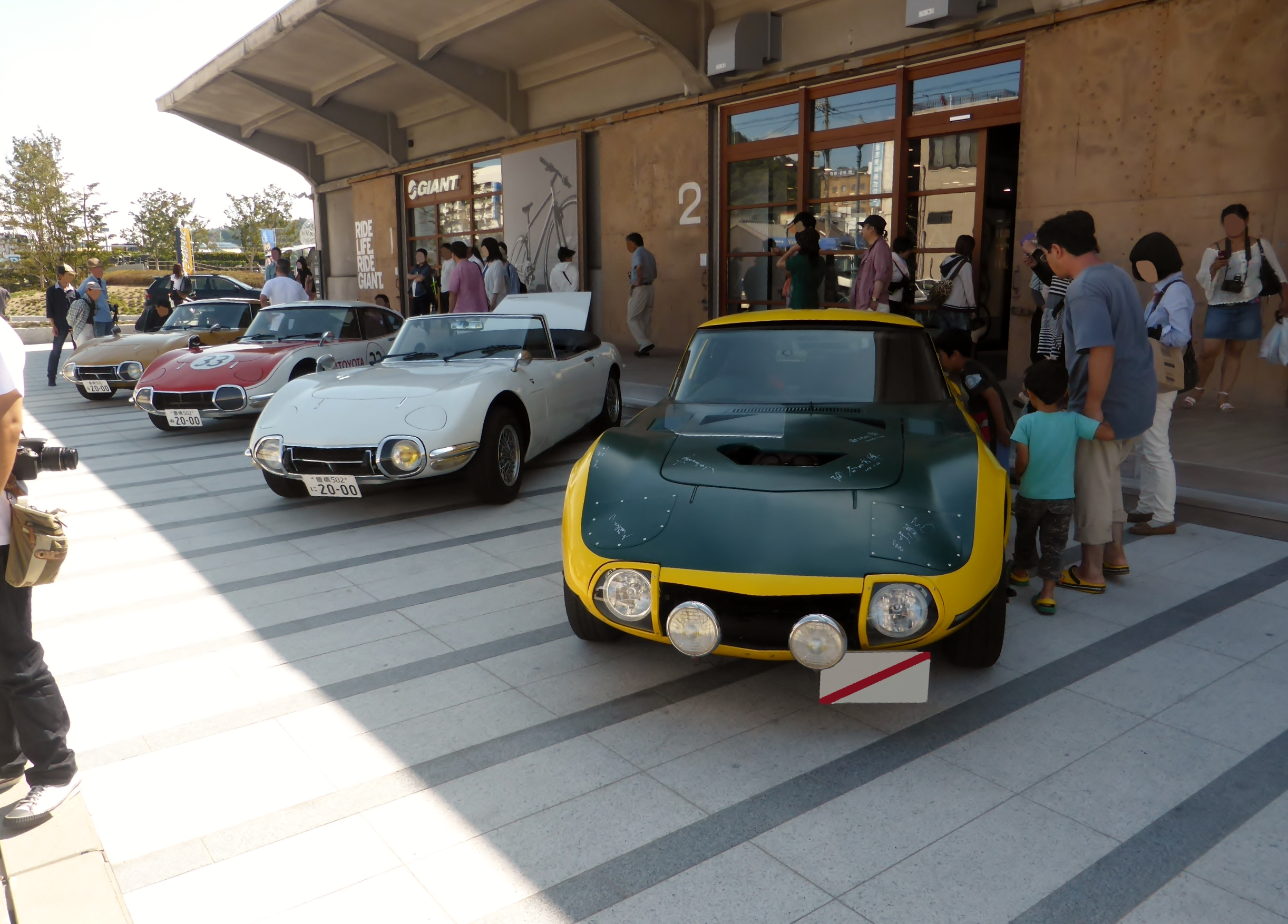
roadster龍妃ファイナル (ロードスターガレージによる2000GTレプリカ)
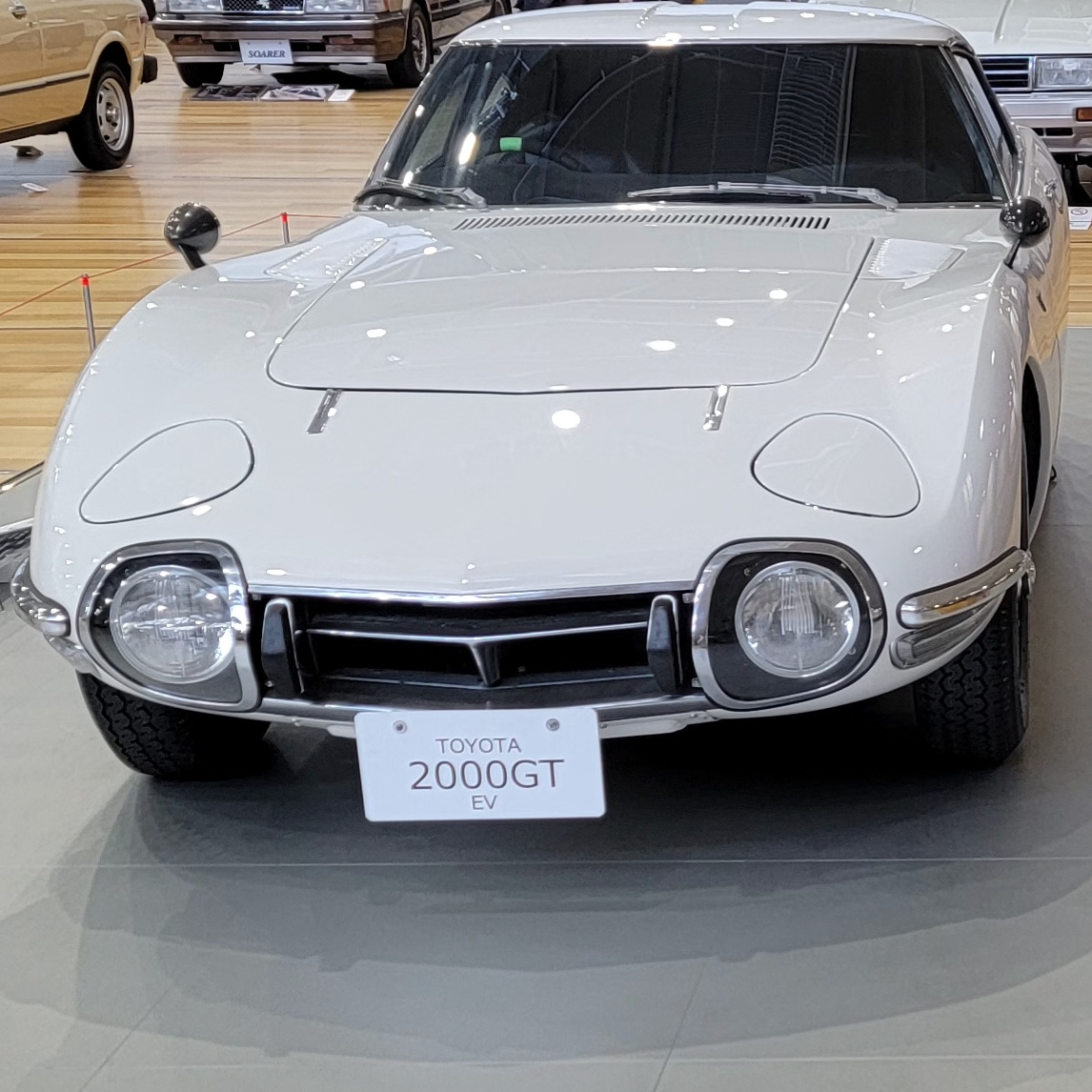
トヨタ産業技術記念館にて展示されているTOYOTA 2000GT EV